# Pentaclub
Pentaclub è un cortometraggio del 2023 diretto e prodotto da Roberto Strazzarino.
Il film, ambientato nel 1968, racconta una storia di formazione, d’avventura, d’amicizia e di piccoli grandi atti di ribellione che segnano la fine dell'infanzia e l’inizio dell'età matura.
Il film ha ricevuto molti riconoscimenti tra i quali Miglior Cortometraggio al Montecatini International Short Film Festival del 2023 nonché Best Original Story of the Year e Best Children Short of the Year al Independent Shorts Awards 2024 (Los Angeles, USA), Best First Time Filmmaker of a Short al Beyond Hollywood International Film Festival 2024 (Los Angeles, USA), Best Director al Festival of Cinema NYC 2024 e Gran Premio della Giuria al SydFest Independent Film Festival 2024 (Sydney - Australia).

## Trama
È il 1968. Cinque adolescenti sono soliti vedere film sulla seconda guerra mondiale in cui si celebrano le gesta eroiche degli alleati contro i nazisti. Un giorno, mentre si apprestano ad entrare in un cinema ove si proietta il film Berretti verdi ambientato durante la guerra del Vietnam, sono respinti da alcuni contestatori che boicottano la pellicola considerata propagandistica e mistificatoria. Da quel momento, Giò, Delfo, Max, Ricky e Paolo cominceranno a sognare di gestire un cinema in cui non saranno proiettati film a favore della guerra.

## Produzione
Gli attori sono stati selezionati tra giovani non professionisti di Cairo Montenotte, Carcare e Altare in provincia di Savona. È presente nel cast anche Giorgia Ferrero, attrice professionista, in qualità di guest star.
I reparti scenografie e costumi sono stati affidati dal regista agli amici di sempre con i quali ha condiviso i primi esperimenti con la pellicola 8mm: Pentaclub è pertanto un film di amicizia in scena e dietro le quinte. Gli altri reparti sono stati affidati a professionisti di Torino. La produzione esecutiva è stata curata da Epica Film.
Un breve documentario dal titolo Making of Pentaclub racconta come un gruppo di amici e una squadra di professionisti abbiano, insieme, realizzato il film.
Il film è stato girato in Liguria, prevalentemente in provincia di Savona, a Cairo Montenotte, Ferrania (sede della fabbrica Film Ferrania) e Millesimo, e in parte anche a Camerana.

## Accoglienza
Pentaclub è stato accolto positivamente in campo internazionale. La recensione del Berlin Indie Film Festival contiene parole di elogio per la fotografia di Alessandro Mattiolo, per i costumi di Marisa Garbero e per le musiche di AIRAM (Maria Tomaselli). È apprezzata la prestazione dei giovani attori scelti dal regista, che restituiscono ritratti credibili di adolescenti dell'epoca.
La testata FINAL CUT MAGAZINE ha attribuito a Roberto Strazzarino il merito di aver saputo catturare, con il suo cortometraggio, il significato profondo dell'amicizia.
In Italia, la testata BI News usa parole di apprezzamento per il sogno dei protagonisti: gestire una sala cinematografica in cui non si proiettino mai film a favore della guerra.
In occasione della partecipazione di Pentaclub al ASFF Film Festival di Roma del 2024, la rivista online di cinema Movie Mag della RAI ha inserito alcuni secondi del film nella puntata del 13 novembre 2024 (al minuto 21:21), mentre il direttore del festival presenta la pellicola come opera significativa in selezione ufficiale.

## Riconoscimenti
- 2023 - London Director Awards 2023/24 (UK)[16]
  - Best Short Script a Maria Pia Alibrandi e Roberto Strazzarino
  - Best Art Director a Simonetta Rebella e Sergio Sciutto
- 2023 - Giove International Film Festival 2023 (Italy)[17]
  - Best First-Time Filmmaker Short a Roberto Strazzarino
- 2023 - Monza Film Fest 2023 (Italy)[18]
  - Best Screenplay a Maria Pia Alibrandi e Roberto Strazzarino
- 2023 - New York Cinematography Awards 2023 (USA)[19]
  - Best Film of the Month a Pentaclub
  - Best Cinematography a Alessandro Mattiolo A.I.C. ma
  - Best Producer a Roberto Strazzarino
  - Best Production Design a Simonetta Rebella e Sergio Sciutto
  - Best Editing a Federico Lagna
  - Best Film Poster a Maddalena Medri
- 2023 - Montecatini International Short Film Festival[5]
  - Miglior Cortometraggio a Pentaclub
- 2023 - Berlin Indie Film Festival 2023 (Germany)[20]
  - Best First Time Director, Short Film a Roberto Strazzarino
- 2023 - Bratislava International Film Awards (Slovakia)[21]
  - Best Short Film a Pentaclub
  - Best Cinematography a Alessandro Mattiolo A.I.C. ma
- 2023 - Budapest Short Cut Film Festival 2023 (Hungary)
  - Best Production Design a Simonetta Rebella e Sergio Sciutto
- 2023 - Greece International Film festival 2023 (Atene)[22]
  - Honorable Mention a Pentaclub
- 2023 - Independent Shorts Awards 2023 (Los Angeles, USA)[6]
  - Best Short of the Season (Special Jury Award) a Pentaclub
  - Best Indie Short a Pentaclub
  - Best Children Short a Pentaclub
  - Best Male Director a Roberto Strazzarino
  - Best Ensemble Cast a Rexhep Bejaj, Federico Cesi, Leonardo Chiaro, Fabio Gavaciuto, Francesco Ziglioli, Francesco Brondi, Giorgia Ferrero
  - Best Original Story a Maria Pia Alibrandi e Roberto Strazzarino
- 2023 - Venice Shorts Film Awards (Los Angeles USA)[23]
  - Best Editing a Federico Lagna
- 2023 - Rome Indie Film Festival (Italy)[24]
  - Best Cinematography a Alessandro Mattiolo A.I.C. ma
- 2023 - Theta Short Film Festival 2023 (Nola, Italy)[25]
  - Miglior Corto Italiano a Pentaclub
- 2023 - Los Angeles International Underground Film Festival 2023 (USA)[26]
  - Best Foreign Film a Pentaclub
- 2024 - UK Seasonal Short Film Festival (Londra - UK)
  - Menzione Speciale - Pentaclub
- 2024 - Berlin Lift-Off Film Festival (Berlino - Germania)[27]
  - Vincitore del Network Round - Pentaclub
- 2024 - Short. Sweet. Film Fest. (Cleveland – Ohio - USA)[28]
  - Miglior Film per Famiglie - Pentaclub
- 2024 - New York International Film Awards (New York - USA)[29]
  - Miglior Film di Avventura - Pentaclub
  - Miglior Regista Esordiente a Roberto Strazzarino
  - Best Acting Ensemble a Rexhep Bejaj, Federico Cesi, Leonardo Chiaro, Fabio Gavaciuto, Francesco Ziglioli, Francesco Brondi, Giorgia Ferrero
  - Menzione d’Onore Best Costumes a Marisa Garbero
- 2024 - Beyond Hollywood International Film Festival (Los Angeles - USA)[30][31]
  - Best First Time Filmmaker / Short a Roberto Strazzarino
- 2024 - SydFest Independent Film Festival (Sydney - Australia)[9]
  - Gran Premio della Giuria - Pentaclub
- 2024 - The Short Cinema - Leicester International Short Film Festival (Leicester - UK)[32]
  - Miglior Cortometraggio Internazionale “Narrative” - Pentaclub
- 2024 - South Italy International Film Festival (Barletta - Italy)
  - Menzione d’Onore - Pentaclub
- 2024 - Film Festival Follow Your Heart (Miami - USA)[33]
  - Miglior Cortometraggio Drammatico - Pentaclub
- 2024 - Chameleon Film Festival (Napoli) 
  - Miglior Film del mese di giugno 2024 - Pentaclub
  - Miglior Regia del mese di giugno 2024 a Roberto Strazzarino
- 2024 - International Istanbul Writer's Journey Film Festival (Istanbul, Turchia).
  - Best First Time Director, Short a Roberto Strazzarino
- 2024 - Los Angeles Independent Film Festival (USA)[34]
  - Migliori Scenografie a Simonetta Rebella e Sergio Sciutto
- 2024 - Festival of Cinema NYC (New York City - USA)[8]
  - Best Director a Roberto Strazzarino
- 2024 - Independent Shorts Awards 2024 (Los Angeles - USA)[6]
  - Best Children Short of the Year 2024 - Pentaclub
  - Best Original Story of the Year 2024 a Maria Pia Alibrandi e Roberto Strazzarino
- 2024 - Festival del Cinema di Cefalù 2024[35][36]
  - Premio Città dell'Amicizia - Pentaclub
- 2024 - We Make Movies International Film Festival 2024 (Los Angeles - USA)[37]
  - Best Mid-Length Film - Pentaclub